# Barrett Hayton
Barrett Hayton (Peterborough, Ontario, 9 de junio de 2000) es un jugador profesional canadiense de hockey sobre hielo que se desempeña en la posición de centro en Arizona Coyotes, equipo de la National Hockey League (NHL).

## Carrera
Fue seleccionado en la primera ronda en la NHL Entry Draft de 2018. En 2019 hizo su debut profesional con el equipo Arizona Coyotes, donde lleva jugando cinco temporadas.